# Глобальная коротковолновая система связи ВВС США
Глобальная коротковолновая система связи ВВС США (англ. High Frequency Global Communications System) — радиосеть, предназначенная для обеспечения непрервыного управления ракетно-ядерными силами, боевой и вспомогательной авиацией ВВС США и обеспечивает:
- доведение до непосредственных исполнителей распоряжений высших органов управления ВВС США;
- управление самолётами ВВС и ВМС США на маршрутах перелётов и в ходе совершения ими учебно-тренировочных полётов (доклады самолётов о вылете, нормальном прохождении полёта, планы полёта, запросы метеоусловий на маршруте и в районе авиабазы посадки, передача закрытой информации самолётами RC-135, U-2S, EP-3E);
- передачу метеосводок наземными узлами связи на районы расположения основных авиабаз.

## Состав сети
В состав сети входят:
- стационарные наземные узлы связи;
- бортовые радиостанции самолётов стратегической, транспортной авиации ВВС США, самолётов систем дальнего радиолокационного обнаружения АВАКС, воздушных командных пунктов, воздушных узлов связи и ретрансляции ПЛАРБ системы TACAMO, самолётов базовой патрульной авиации ВМС США, разведывательной авиации;
- узлы связи органов и пунктов управления ВВС США (основной командный центр комитета начальников штабов, запасной командный центр комитета начальников штабов, командный центр объединённого стратегического командования, командные центры воздушных армий, авиационных и космических крыльев);
- морские транспорты;
- передовые пункты управления стратегической и военно-транспортной авиацией в период проведения операций и учений;
- другие пользователи из состава ВВС США, ВМС  и СВ США.

## Наземные узлы связи
Наземные узлы связи системы размещены как на территории США, так и за её пределами во всех регионах земного шара и обеспечивают установление и поддержание устойчивой радиосвязи со всеми группами корреспондентов в глобальном масштабе.
Станции сети:
- Андерсен, о. Гуам
- Эндрюс, Мэриленд, США
- Асеншн, о. Вознесения, Атлантический Океан
- Краутон, Великобритания
- Диего Гарсия, архипелаг Чагос, Индийский Океан (Великобритания)
- Объединенная база «Эльмендорф-Ричардсон», Анкоридж, штат Аляска, США
- Хикам, Гавайи, США
- Ладжес, Азорские о-ва
- Кефлавик, Исландия
- МакКлеллан, Калифорния, США
- Оффатт, Небраска, США
- Пуерто Рико, о. Пуерто Рико
- Сигонелла, о. Сицилия, Италия
- Йокота, Япония

Кроме того, периодически (только в периоды полётов самолётов-разведчиков U-2S, базирующихся на авиабазе Акротири) в составе сети функционирует НУС Акротири (о. Кипр).

## Режим работы
Система связи функционирует круглосуточно, без расписания. Вид работы - однополосная телефония. Функции главной станции сети выполняет узел связи Эндрюс. В периоды проведения широкомасштабных учений отрабатываются вопросы передачи управления ВВС США с наземных узлов на органы управления глобальной системы воздушных командных пунктов. Передачи ведутся на дежурных и запасных частотах в диапазоне 3-25 МГц. Номиналы частот в радиообмене указываются открыто.

## Основные частоты
Частоты ГКСС сосредоточены в диапазоне 5-8 и 11-12 МГц. Основные микрофонные частоты: 4724.0 КГц, 8992.0 КГц, 11175.0 КГц, и 15016.0 КГц.